# Clive Anderson
Clive Stuart Anderson (nacido el 10 de diciembre de 1952) es un presentador de radio y televisión, cómico, escritor y ex procurador inglés. Ganador de un Premio de la Comedia Británica en 1991, Anderson empezó a experimentar con la comedia y a escribir guiones cómicos durante sus 15 años de carrera jurídica, antes de convertirse en presentador de Whose Line Is It Anyway?, inicialmente un programa de radio en BBC Radio 4 en 1988, antes de pasar a la televisión en Channel 4 de 1988 a 1999. También fue presentador de su propio programa de entrevistas Clive Anderson Talks Back, que pasó a llamarse Clive Anderson All Talk en 1996, de 1989 a 1999. También ha presentado muchos programas de radio y ha aparecido como invitado en Have I Got News for You, Mock the Week y QI.

## Primeros años
La madre de Anderson era inglesa y sus padres se conocieron mientras servían en la RAF. Estudió en el Colegio de Primaria Stanburn y en el Colegio Harrow County para varones, entonces un colegio de gramática que cerró en 1975. Entre sus contemporáneos se encontraban Geoffrey Perkins y Michael Portillo. Su padre, escocés de Glasgow, fue ascendido a director de la Sociedad de Construcción Bradford & Bingley, sucursal de Wembley. Anderson estudió en el Selwyn College de Cambridge, donde, de 1974 a 1975, fue Presidente del Grupo Cambridge Footlights. En 1976 se colegió en el Middle Temple y se especializó en Derecho Penal. Mientras ejercía la abogacía, siguió actuando, e incluso llevó un espectáculo al Festival Fringe de Edimburgo en 1981 con Griff Rhys Jones.

## Carrera profesional

### Televisión
Anderson participó en la incipiente escena de la comedia alternativa a principios de la década de 1980 y fue el primer acto en aparecer en The Comedy Store cuando se inauguró en 1979. Se dio a conocer como presentador de la versión original británica del programa televisivo de comedia improvisada Whose Line Is It Anyway, que se emitió durante 10 series en Channel 4 de 1988 a 1999.
Anderson presentó su propio programa de entrevistas Clive Anderson Talks Back, que se emitió durante 10 series en Channel 4 de 1989 a 1996. Posteriormente, el programa se trasladó a la BBC, que cambió su nombre por el de Clive Anderson All Talk, y se emitió durante 4 series, de 1996 a 1999. En 1997, Anderson entrevistó a los Bee Gees. A lo largo de la entrevista, bromeó repetidamente sobre sus canciones de la época de Fiebre del sábado noche, y al hablar de los nombres que tenía el grupo antes de convertirse en "The Bee Gees", uno de ellos era "Les Tosseurs", con el comentario de Anderson: "Para mí siempre seréis Les Tosseurs", lo que provocó que el grupo abandonara la entrevista. En una ocasión, un perturbado Richard Branson le tiró un vaso de agua por la cabeza, a lo que Anderson respondió: "Estoy acostumbrado, he volado con Virgin". Cuando la cantante y actriz Cher apareció en el programa, Anderson aludió a su supuesta cirugía estética, preguntándole: "Pareces un millón de dólares, ¿es eso lo que costó?". También le dijo al escritor y político Jeffrey Archer, en respuesta a su comentario despectivo sobre el programa: "Tú también eres un crítico... tu talento no tiene principio". Archer replicó que "los viejos siempre son los mejores" para que Anderson respondiera "Sí, he leído tus libros".
Ha aparecido diez veces en Have I Got News for You. En 1996, se produjo un acalorado intercambio en el programa cuando bromeó con su compañero Piers Morgan diciendo que el Daily Mirror era ahora, gracias a Morgan (entonces su editor), casi tan bueno como The Sun. Cuando Morgan le preguntó: "¿Qué sabes tú de editar periódicos?", Anderson respondió rápidamente: "Más o menos tanto como tú". Anderson también ha aparecido con frecuencia en QI. En 2007, apareció como panelista habitual en el programa de comedia de ITV News Knight. De 2019 a 2020 fue copresentador de la serie de televisión Mystic Britain en el canal de televisión Sky Smithsonian.
En 2005, presentó el concurso de corta duración Back in the Day para Channel 4. El 25 de febrero de 2008, empezó a presentar Brainbox Challenge, un nuevo concurso, para BBC Two. Ese mismo año, presentó una serie de telerrealidad sobre concursos de talentos producida por la BBC y titulada Maestro, protagonizada por ocho famosos. En 2009, Anderson fue el presentador televisivo del programa de la BBC Last Night of the Proms.
En noviembre de 2023, Anderson apareció en el concurso de televisión Richard Osman's House of Games, en el que ganó por un punto.

### Radio
Anderson presenta el programa jurídico Unreliable Evidence en BBC Radio 4. También cubrió el programa de los domingos de 11.00 a 13.00 horas en BBC Radio 2 hasta finales de enero de 2008.
A principios de 1988, Anderson presentó la versión radiofónica original de Whose Line Is It Anyway, que se emitió durante 6 episodios en BBC Radio 4 antes de que el programa se trasladara a la televisión ese mismo año.
En abril de 2008 se anunció que Anderson, que había sustituido al presentador Ned Sherrin desde 2006 hasta la muerte de Sherrin en 2007, sería el presentador permanente de Loose Ends. También presentó seis series de Clive Anderson's Chat Room en BBC Radio 2 de 2004 a 2009. Anderson ha aparecido en el programa de la BBC Radio 4 The Unbelievable Truth, presentado por David Mitchell.
Anderson también presentó el programa de radio The Guessing Game en BBC Radio Scotland. Anderson también ha aparecido en el programa Fighting Talk de BBC Radio 5 Live.

### Comedia y redacción de periódicos
Anderson es guionista de sketches cómicos y ha escrito para Frankie Howerd, Not the Nine O'Clock News, Griff Rhys Jones y Mel Smith. Uno de sus primeros proyectos como guionista de comedia fue Black Cinderella Two Goes East, con Rory McGrath, para BBC Radio 4 en 1978. Además de escribir comedias, Anderson colabora con frecuencia en periódicos y fue columnista habitual de The Sunday Correspondent.

## Vida privada
Anderson vive en Highbury, al norte de Londres, con su esposa, Jane Anderson, médico que ha dedicado su carrera a tratar el VIH/SIDA. La pareja tiene tres hijos.
Es seguidor de los equipos de fútbol Arsenal y Rangers. Es Presidente del Woodland Trust y se convirtió en Vicepatrono de la Solicitors' Benevolent Association, una organización benéfica registrada.

## Reconocimientos
El programa Whose Line is it Anyway? ganó un premio BAFTA en 1990. Más tarde, Anderson ganó los premios " Mejor presentador de entretenimiento" y "Mejor personalidad de la comedia radiofónica" en los Premios de la Comedia Británica de 1991. En 2023 fue nombrado miembro honorario del Selwyn College de Cambridge.